# 保德县
保德县是中国山西省忻州市所辖的一个县。面积为981平方公里，縣人民政府駐東關鎮。

## 历史
宋景德元年（1004年）为保德军（保德名始此，取意为“民保于城，城保于德”）；景德四年（1007年）改保德州。金大定十一年（1171年）置保德县；大定二十二年（1182年）复升为州。民国元年（1912年）改州为县，直属山西省。

## 人口
根據第七次人口普查數據，截至2020年11月1日零時，保德縣常住人口為144218人。

## 地理
晋陕蒙交界，黄土高原地貌。

## 行政区划
保德县下辖4个镇、9个乡：
东关镇、义门镇、桥头镇、杨家湾镇、孙家沟镇、腰庄乡、韩家川乡、林遮峪乡、冯家川乡、土崖塔乡和南河沟乡。

## 交通
- 338国道过境。

## 文化

### 小吃
特色小吃有碗托、灌肠、油糕粉条。